# Новодевичий проезд
Новоде́вичий прое́зд (до 1956 года — 2-й Новоде́вичий переу́лок, в 1956—1974 годах — Новоде́вичий переу́лок) — улица в центре Москвы в Хамовниках между Большой Пироговской улицей и Саввинской набережной. Здесь находится знаменитый женский Новодевичий монастырь.

## Происхождение названия
Получил название в 1974 году по Новодевичьему монастырю, рядом с которым пролегает. В 1956—1974 годах носил название Новодевичий переулок, ранее — я 2-й Новодевичий переулок. Новодевичий монастырь основан в 1525 году московским великим князем Василием III в память об освобождении Смоленска (в соборе была построена церковь в честь Пречистой Девы — Богоматери, ибо здесь находилась копия иконы Богоматери Одигитрии Смоленской). Новодевичьим монастырь назывался в отличие от Вознесенского монастыря в Кремле, именовавшегося Стародевичьим. Монастырские крепостные сооружения прикрывали подступы к Москве с юго-запада. В XVII веке возле них возникла монастырская слобода, носившая то же название. Монастырь был местом пострижения женщин царской семьи.

## Описание
Новодевичий проезд начинается от Большой Пироговской улицы, где она переходит в Лужнецкий проезд, проходит на северо-запад. Слева на всём протяжении расположен Новодевичий монастырь и сквер Новодевичьего монастыря, справа на проезд выходит Погодинская улица. Заканчивается у Москвы-реки в месте перехода Саввинской набережной в Новодевичью. На Новодевичьем проезде снимали финальную сцену фмльма «Метро» (2013).

## Здания и сооружения
По нечётной стороне:
- № 1 — Новодевичий женский монастырь; музей «Новодевичий монастырь»;

По чётной стороне:
- № 2 — детский сад № 681;
- № 4 — городское кафе и бар "Огонек" с верандой,  ресторан «У Пиросмани», кофейня «ДаблБи», участковый пункт полиции;
- № 6, № 8 — жилые дома;
- № 6 стр. 2 — бывший детский сад;
- № 10 — отделение связи № 435-Г-119435; военно-спортивный клуб «Герат»; Культурный центр-библиотека им. М. А. Волошина

## Транспорт
По Новодевичьему проезду проходит маршрут автобуса № с216 Стадион «Лужники» —  Метро «Краснопресненская». Имеется одноимённая остановка напротив библиотеки им. Волошина и ресторана «У Пиросмани».

## Галерея
- Новодевичий проезд. Вид в сторону площади Новодевичьего монастыря от Новодевичьей набережной.
- Большой Новодевичий пруд и Новодевичий монастырь.
- Парк Новодевичьи пруды. Вид в сторону улицы Хамовнический Вал.
- Малый Новодевичий пруд. Пруд сообщается с Большим Новодевичьим прудом.